# Nine Objects of Desire
Nine Objects of Desire – piąty album studyjny Suzanne Vegi, wydany w 1996 roku.

## Lista utworów
1. „Birthday (Love Made Real)” – 3:38
2. „Headshots” – 3:08
3. „Caramel” – 2:53
4. „Stockings” – 3:30
5. „Casual Match” – 3:10
6. „Thin Man” – 3:39
7. „No Cheap Thrill” – 3:10
8. „World Before Columbus” – 3:26
9. „Lolita” – 3:33
10. „Honeymoon Suite” – 2:56
11. „Tombstone” – 3:07
12. „My Favorite Plum” – 2:47

## Zespół
- Suzanne Vega – wokal, gitara
- Don Byron – klarnet
- Tchad Blake – gitara, gwizdek, efekty
- Dave Douglas – trąbka
- Mark Feldman – instrumenty strunowe
- Mitchell Froom – keyboard, syntezator, inne
- Jerry Marotta – perkusja
- Sebastian Steinberg – gitara basowa
- Bruce Thomas – gitara basowa
- Pete Thomas – perkusja
- Steve Donnelly – gitara
- Yuval Gabay – perkusja
- Jane Scarpantoni – wiolonczela